# 佐野貴明
佐野 貴明（さの たかあき、1982年 - ）は、日本の写真家。
彼の作品は国内外の個展やグループ展で展示され、2021年にはアマナ主催の「IMAnext」で「MEMORIES」をテーマにしたコンペティションにおいて、審査員のティム・バーバーによる選考でショートリストに入賞した。
2024年、東京代官山のギャラリー「Liike」にて開催された個展「Hidden」は、多くのメディアで取り上げられ、観覧者数が過去最高を記録した。

## 経歴
佐野は東京都足立区で生まれる。13歳のときに不登校となり、その後約7年間引きこもり生活を送る。
2002年に大学入学資格検定を取得し、アメリカ合衆国のサンタモニカカレッジに進学。2006年にリベラルアーツの学位を取得した。
2015年に上海で初の個展を開催。この個展が若者を中心に注目を集め、以降国内外で複数の個展やグループ展に参加している。

## アート活動

### 個展
- 2015年：「光」@ Attic Shanghai（上海、中国）[4]
- 2024年：「Hidden」@ Liike 代官山（東京）[5]

### グループ展
- 2015年：「Earth Beats」@ Reyi Hostel（杭州、中国）[4]
- 2023年：「芋づる式」@ JOINT Harajuku（東京）

## アートワーク
- Grimm Grimm『Hazy Eyes Maybe』（2015年）[6]
- Grimm Grimm『Cliffhanger』（2018年）[7]